# Кашина Ингурате (Бергамо)
Кашина Ингурате је насеље у Италији у округу Бергамо, региону Ломбардија.
Према процени из 2011. у насељу је живело 34 становника. Насеље се налази на надморској висини од 123 м.